# Alessandro Rimini
Alessandro Rimini (Palerme, 6 juillet 1898 – Gênes, 26 août 1976) est un architecte et peintre italien, concepteur notamment de bâtiments  à Milan.

## Biographie
Alessandro Rimini nait à Palerme dans une famille vénitienne d'origine juive. Il combat pendant la Première Guerre mondiale où il est fait prisonnier par les Allemands à Caporetto en 1917 et emmené dans les mines de charbon de Munster en Westphalie. Il survit à la pénurie alimentaire en réalisant des portraits de prisonniers d'autres nationalités et réussit à s'échapper de la mine en marchant jusqu'aux Pays-Bas.
Après la guerre, il est diplômé en 1921 en dessin d'architecture à l'Académie des beaux-arts de Venise où il rencontre le sculpteur Franco Asco dont il insèrera des sculptures dans les bâtiments qu'il concevra, puis obtient un diplôme d'architecture à l'université de Padoue. Quelques premières esquisses témoignent qu'il est aussi un excellent peintre.
Après quelques restaurations effectuées pour la surintendance de Trieste dont il est fonctionnaire (Santa Maria del Canneto et Temple d'Auguste (Pula), basilique euphrasienne de Poreč  en Istrie, basilique Santa Maria delle Grazie (Grado)), il arrive à Milan en 1924, se spécialisant dans les cinémas.
A Milan, il collabore avec le studio « GE Maggi-L. Caligaris » et avec la compagnie de l'ingénieur Mario Lucca.
Il conçoit le cinéma Colosseo viale Montenero 84, qui est inauguré le 8 avril 1927, d'une capacité de 1 800 places, avec un balcon en porte-à-faux suspendu au-dessus sans colonnes de soutien. Le style fait écho à l'art roman avec une fontaine avec un putto à l'entrée, des décors mythologiques dans la galerie, des motifs floraux au plafond de la salle. C'est l'une des salles les plus confortables de Milan grâce à un système de son stéréophonique et à d'énormes ventilateurs. Dans les masques de la façade, la tragédie et la comédie sont représentées avec des portraits de Rimini et de sa femme.
Plus tard, il conçoit l'hôpital Antonio-Cardarelli de Naples, dont la construction commence en 1930 et se termine en 1934 sur une colline, dans une position bien exposée et aérée. A cette époque, il s'appelait « l'hôpital du 23 mars ».
En 1934, il remporte le concours pour la construction du nouveau siège de Snia Viscosa sur la Piazza San Babila, commandé par le président Franco Marinotti. Le projet initial impliquait un seul bâtiment avec une arche au-dessus de la via Bagutta, qui a ensuite été remplacé par deux bâtiments distincts. L'autorisation de la municipalité pour l'étude du bâtiment prend beaucoup de temps car la hauteur de 60 mètres dépasse la limite de 30 mètres du règlement de construction de l'époque. Le bâtiment est construit entre juin 1935 et juin 1937. Avec ses 15 étages, c'est le premier gratte-ciel de Milan, la fierté de la ville. Les parties communes de l'immeuble ont été restaurées en 1998 par l'architecte Francisca Ponti Ferrari en préservant l'architecture de Rimini.
En 1938, il conçoit le cinéma Massimo via Torricelli 2, restauré en 1999 pour devenir l'auditorium de Milan à Largo Mahler.
Les lois raciales fascistes de 1938 l'empêchent de travailler. Cependant, il continue à travailler de manière clandestine mais sans pouvoir signer les projets.
En 1938, Rimini conçoit, avec Giuseppe De Min qui apparaît comme concepteur officiel, à côté de la Torre Snia Viscosa, le garage Traversi via Bagutta 2, le premier parking à plusieurs étages de Milan, qui a été fermé en 2003.

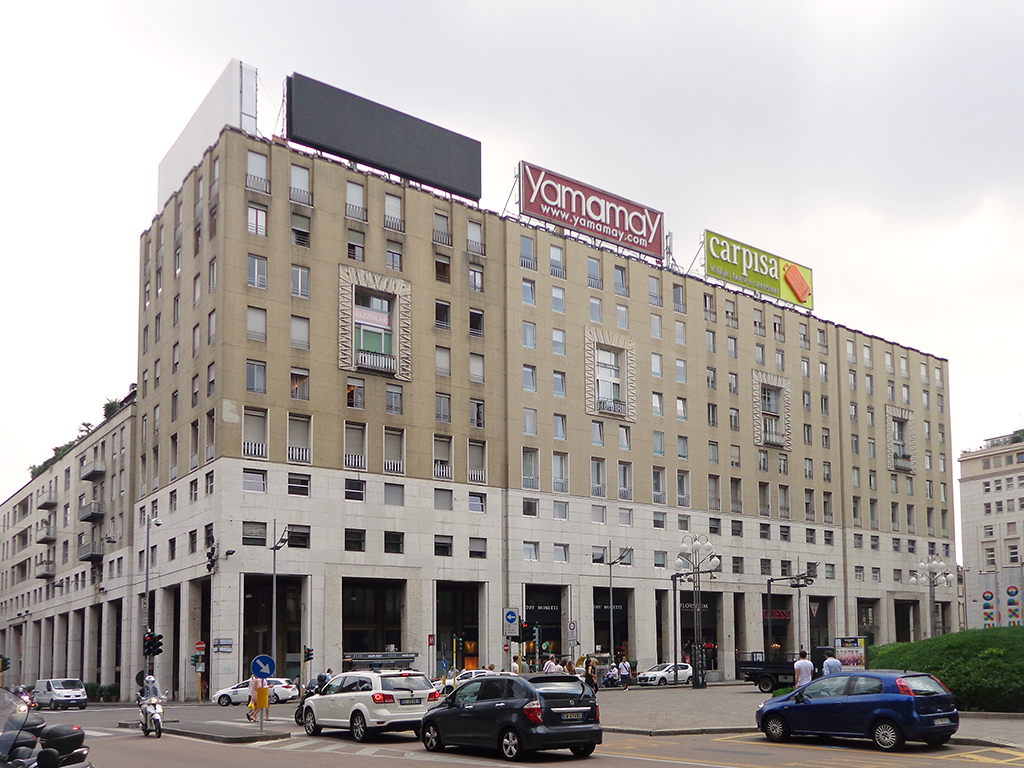
Milan, Palazzo Donini corso Monforte 2-4 via Borgogna 1-3-5.

Entre 1939 et 1952, il collabore avec les architectes Gio Ponti, Fornaroli, Soncini, De Min, sur le projet du Palazzo Donini, un complexe de magasins, bureaux et logements sur la Piazza San Babila 2, entre le Corso Monforte et la Via Borgogna.
En 1939, il conçoit le cinéma Smeraldo sur la Piazza XXV Aprile, conçu avec Ottavio Cabiati, construit entre 1939 et 1940.
En 1943, il est chargé de transformer le théâtre Diana construit par de Finetti dans la viale Piave en cinéma. Il est arrêté alors qu'il travaille sur le chantier et déporté au camp de Fossoli. En 1944, il est chargé dans un train à destination d'Auschwitz mais réussit à s'échapper à la gare de Vérone en se faisant passer pour un policier et à fuir vers son domaine de Fondo San Gaetano, à Roverbella, près de Mantoue. De là, il rejoint Milan à vélo.
Après la Seconde Guerre mondiale, il continue à construire des cinémas sur le Corso Vittorio Emanuele : Astra, Mignon, Ariston, Corso ; le cinéma Rivoli via Cerva 35 et le cinéma Modernissimo via Torino 21.
Il conçoit le bar Tre Gazzelle à partir d'une partie de l'atrium du cinéma Corso avec un escalier aux marches en cristal et un bas-relief représentant les têtes des trois gazelles, réalisé par le sculpteur Franco Asco.
Il a d'abord son atelier dans la Tour San Babila, puis dans le bâtiment Donini de la Piazza San Babila.
En 1956, il se retire à Rapallo pour se consacrer exclusivement à la peinture. Ses aquarelles et dessins sont exposés dans des expositions à Cortina d'Ampezzo (ancien Hôtel de Ville), Rapallo (couvent des Clarisses), Milan (Spazio Guicciardini).
Il ne se donne pas la peine de conserver ses archives d'architecte ni de reconstituer son histoire professionnelle. Il n'a rien écrit sur les bâtiments qu'il a conçus. Comme il aimait le répéter à sa fille Liliana, Rimini affirmait que « ce n'est pas moi qui dois parler de mes œuvres, mais, si j'ai construit quelque chose de beau, elles parleront de moi ».

## Projets et réalisations
Projets et réalisations 
- Palais Bontadini, situé au Viale Bligny, 44, Milan, conçu en collaboration avec l'architecte Ernesto Bontadini (1929). Ce bâtiment est un exemple significatif de l'architecture des années 1920 à Milan.
- Palais Rimini, via Anelli 1, Milan (1951)
- Palazzo via dei Giardini 1-3, Milan (1934)
- Tour Snia Viscosa (Torre San Babila), piazza San Babila, Milan (1935-1937)
- Palais Donini, piazza San Babila 2, Milan (1939-50), avec les architectes Gio Ponti, Luigi Fornaroli, Emilio Soncini, Giuseppe De Min
- Bâtiment sur la piazza San Babila 5, Milan, avec l'architecte Giuseppe De Min et la sculpture de Franco Asco
- Garage Traversi (Palazzo Louis Vuitton), via Bagutta 2, Milan (1937-39), avec l'architecte Giuseppe De Min
- Cinéma Corso, Galleria del Corso 1, Milan (1950-51)
- Cinéma Astra, corso Vittorio Emanuele 21, Milan (1936-41, 1956)
- Cinéma Ariston, Galleria del Corso 1, Milan (1950-51)
- Cinéma Mignon, Galleria del Corso 4, Milan (1953)
- Cinéma Colosseo, viale Montenero 84, Milan
- Bar Tre Gazzelle, corso Vittorio Emanuele 22, Milan (1950-51)
- Cinéma Teatro Smeraldo, piazza XXV Aprile, Milan (1939-40)
- Cinéma Teatro Diana, viale Piave 42, Milan (1943)
- Cinéma Rivoli, via Cerva 35, Milan (1950)
- Palais, via Vittor Pisani 12, Milan (1952)
- Gran Cinema Teatro Impero, via Vitruvio 10, Milan, avec Carlo Gorgoni (1929)
- Hôpital Antonio-Cardarelli, Naples (1930-34)
- Cinéma Teatro Massimo, via Torricelli 2, Milan, actuel auditorium de Milan, largo Gustav Mahler (1936-38)
- Palazzo, via Mercadante 3-5 (1938)
- Palais, via Mascagni 24, Milan, avec Franco Falciola (1951)
- Bureaux et appartements Metro Goldwyn Mayer, via Soperga 34, Milan (1950-1951)
- Palais, viale Coni Zugna 44, Milan (1952)
- Cinéma Modernissimo, via Torino 21, Milan (1953)
- Palais via Palizzi 3, Milan (1956)
- Palais, via Meravigli 16, Milan
- Restauration de la chapelle de Santa Maria del Canneto à Pola
- Restauration du temple d'Auguste à Pula
- Restauration de la basilique euphrasienne de Poreč en Istrie
- Restauration de la basilique Santa Maria delle Grazie à Grado

## Postérité
Le 18 mars 2013, une plaque est placée à sa mémoire sur la tour de la Piazza San Babila.
Le 7 novembre 2018, l'exposition « Musica Architettura 1938-2018 » est inaugurée à la Quadreria de la Triennale de Milan sur l'histoire du bâtiment auditorium de Milan, le premier cinéma Massimo conçu par Alessandro Rimini.
Le 30 mai 2019, le Département d'études urbaines du Politecnico di Milano organise le séminaire « Alessandro Rimini et l'Auditorium de Milan » avec la présentation du livre L'Auditorium di Milano. Architettura Musica 1938-2018 de Pasquale Guadagnolo et l'illustration de ses œuvres à Milan.

## Galerie d'images

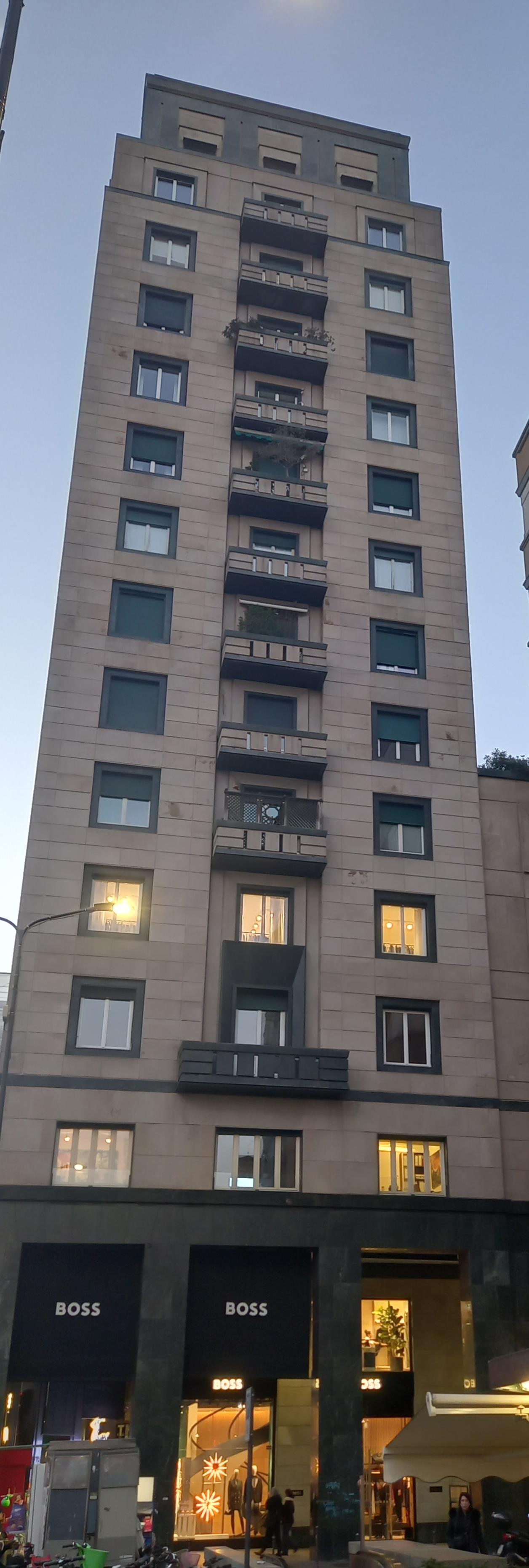
La tour Snia Viscosa de Piazza san Babila
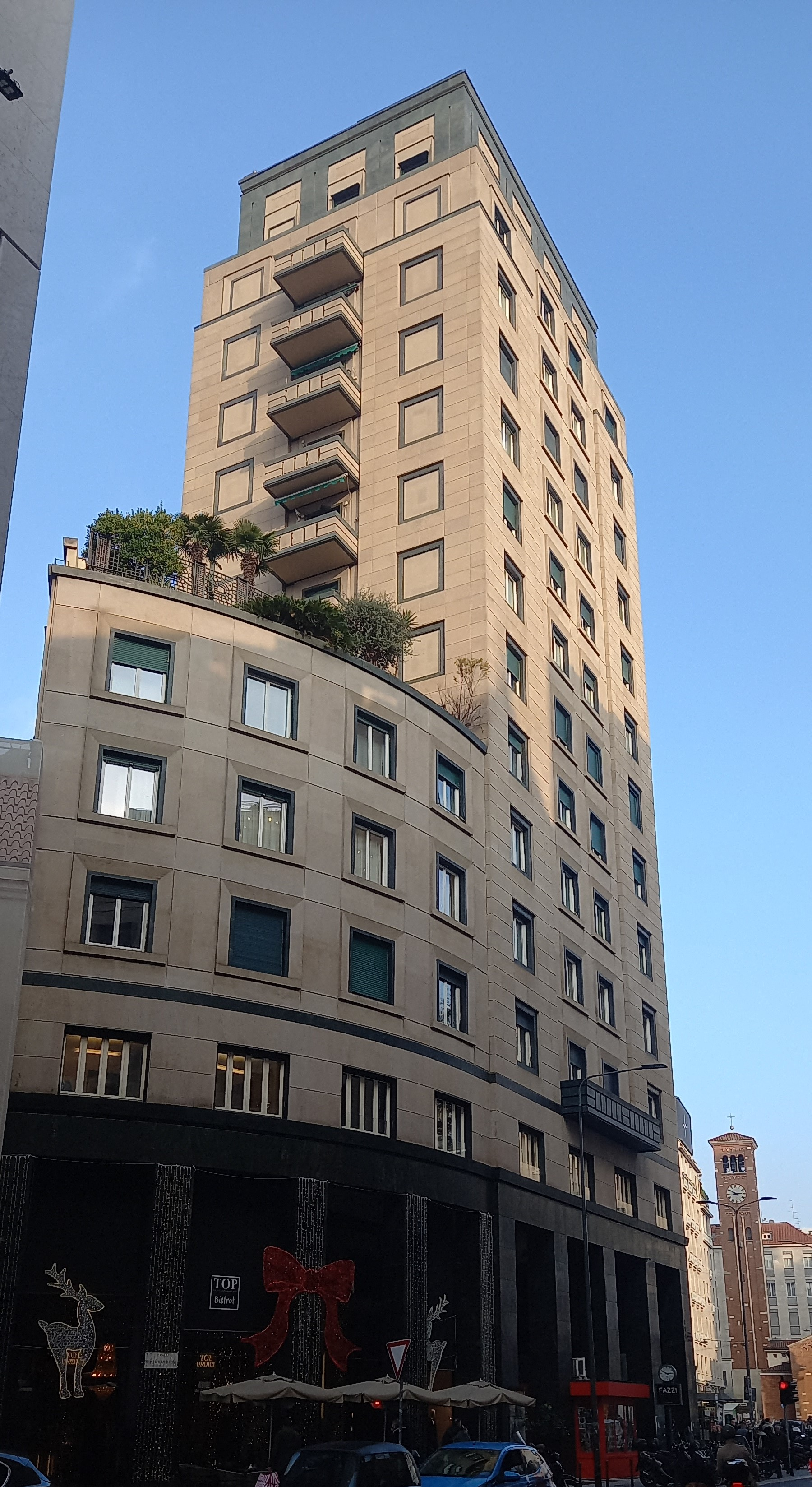
La tour Snia Viscosa de corso Matteotti
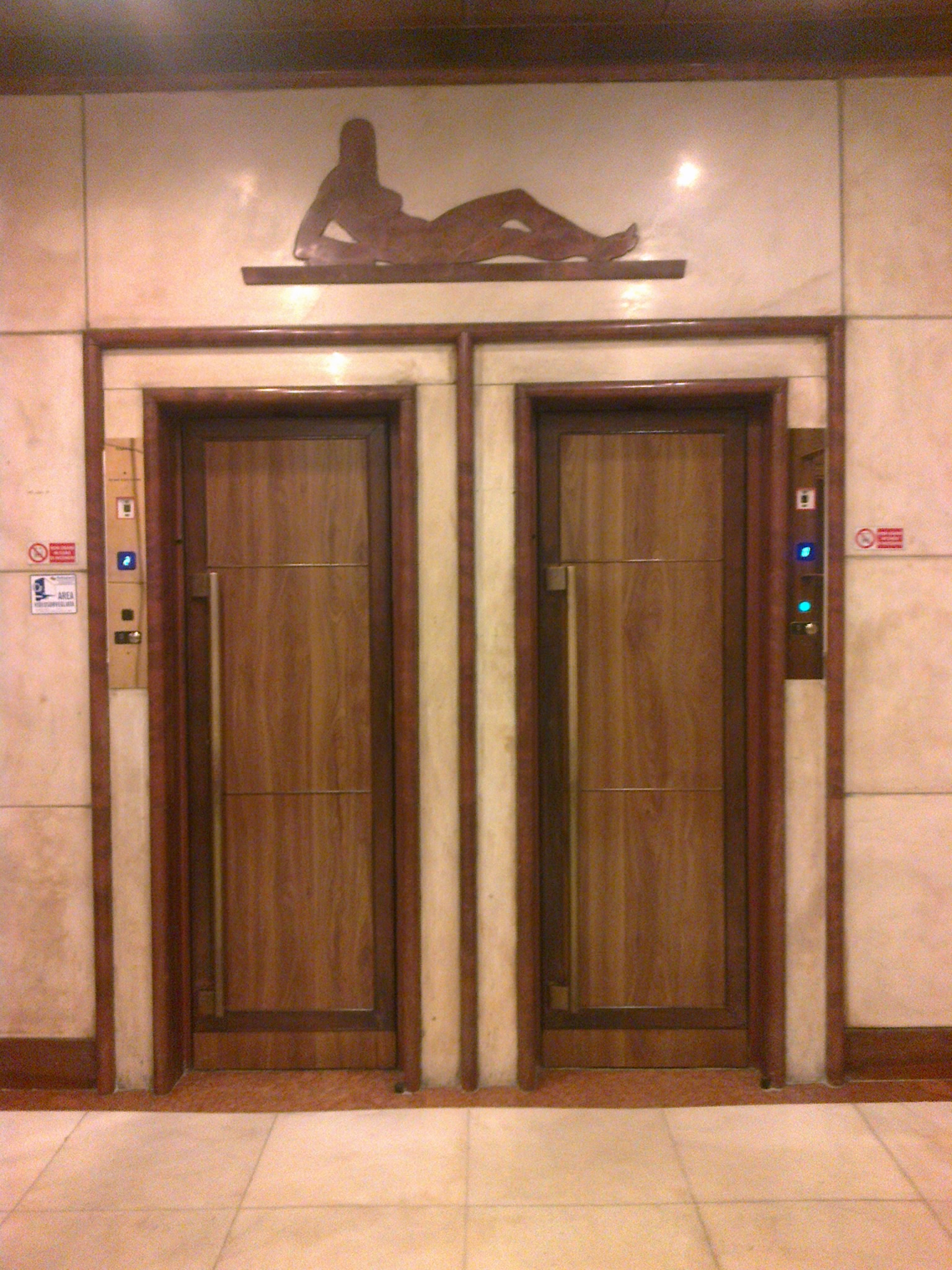
Ascenseurs de la tour Snia Viscosa avec une décoration rappelant la femme du designer
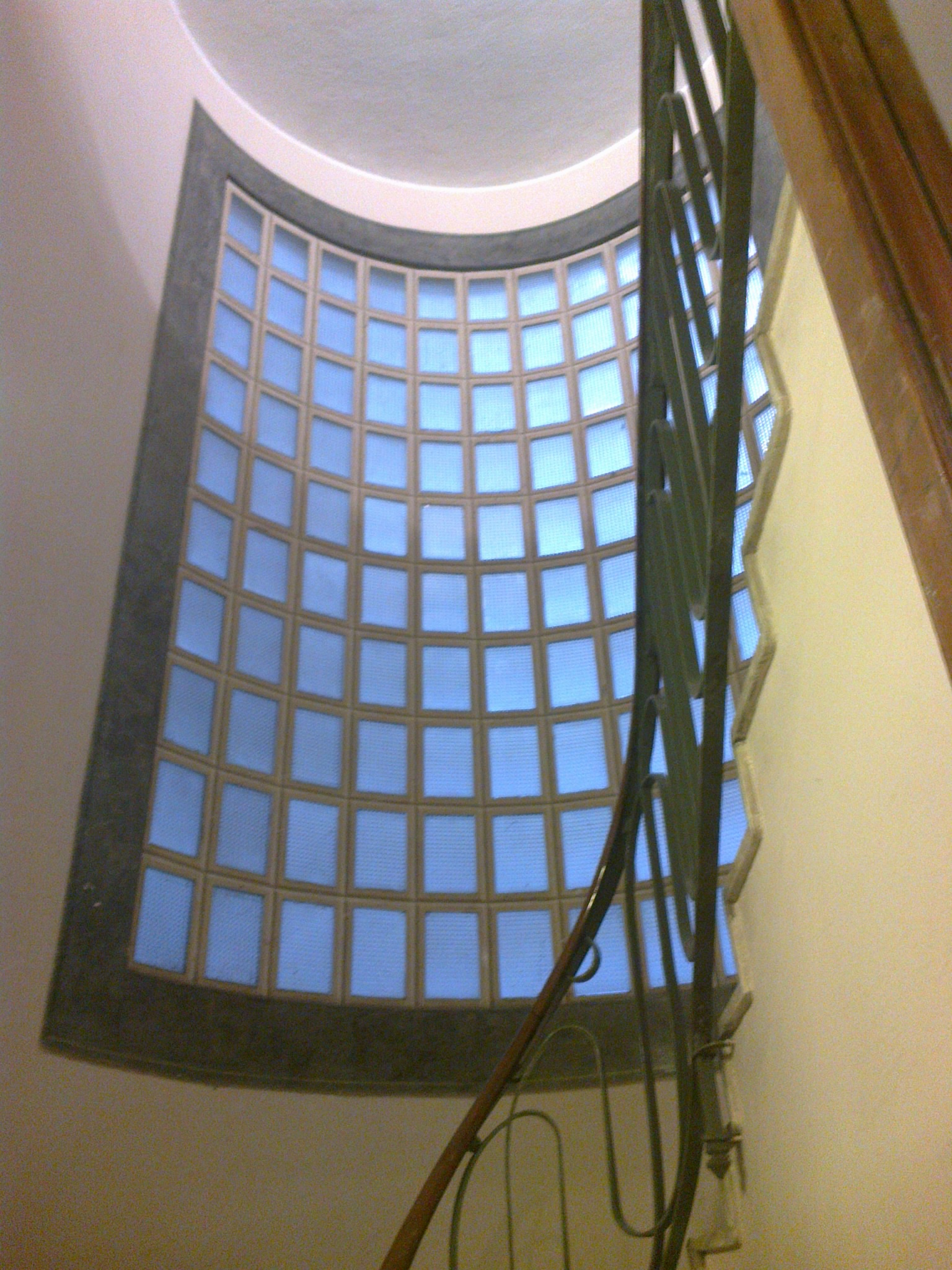
Escaliers de la tour Snia Viscosa
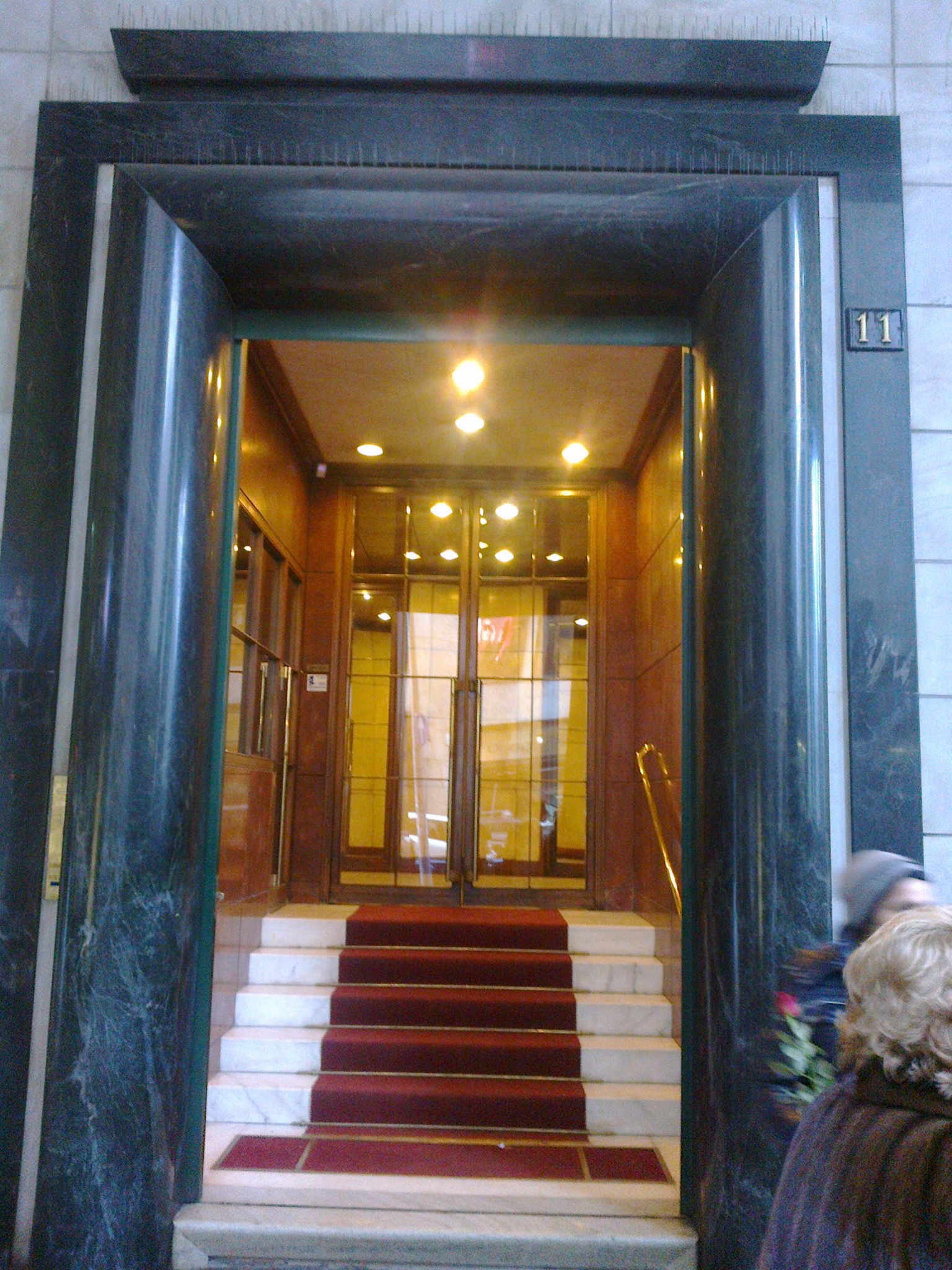
Entrée de la tour Snia Viscosa